# Présidence de Moetai Brotherson
18e président de la Polynésie française
Présidence d'Édouard Fritch
La présidence de Moetai Brotherson commence officiellement le 12 mai 2023 lors de la passation des pouvoirs avec son prédécesseur Édouard Fritch. Il est élu président de la Polynésie française le 12 mai 2023 sous la bannière de son parti le Tavini Huiraatira.
Il choisit comme vice-présidente Eliane Tevahitua en 2023-2024.

## Prises de position

### Essais nucléaires en Polynésie française
Dans une lettre ouverte adressée au président de la République Emmanuel Macron en 2020, Moetai Brotherson demande un plan de retrait et de retraitement des déchets radioactifs causés par les essais nucléaires réalisés par l'armée française en Polynésie jusqu'aux années 1990.
En avril 2021, il dépose une proposition de loi visant à réformer le système de réparation sur les conséquences de ces mêmes essais nucléaires. Ce projet de loi, visant à modifier et compléter la loi Morin définissant les conditions d'indemnisation et de réparations, prévoit la création d'une commission nationale visant à évaluer les dégâts environnementaux causés par les radiations, chargée de définir un plan de dépollution des sites touchés. La proposition de loi vise également à élargir les obligations de l'État envers les victimes touchées par les conséquences des essais nucléaires et leur famille, en élargissant le nombre de personnes éligibles aux indemnisations par le principe de « présomption de causalité », en garantissant une prise en charge intégrale des frais médicaux engendrés et en assurant une couverture totale des frais d'éducation des enfants des victimes par l'État. Cette proposition est finalement rejetée en juin 2021 par l'Assemblée nationale.
Dans le cadre de sa campagne aux élections législatives de 2022, Brotherson indique qu'il souhaite proposer en tant que député le remboursement par l'État français des frais déboursés par la Caisse de prévoyance sociale polynésienne pour les traitements des maladies radio-induites causées par ces essais, qu'il estime à 100 milliards de Francs-Pacifique.

### Questions environnementales
En décembre 2022, Moetai Brotherson et les autres députés du Tāvini huira’atira à l'Assemblée nationale, Steve Chailloux et Tematai Le Gayic, rencontrent des représentants de la communauté amérindienne Kali’na originaire Guyane, opposés à la construction de la centrale électrique Ouest Guyane. À cette occasion, Brotherson et ses confrères polynésiens affirment leur opposition à ce projet, prétextant que celui-ci causerait une destruction d'une partie du territoire de vie des populations Kali'na.
Il est favorable à l'instauration d'un moratoire sur l'exploitation des fonds marins. En novembre 2022, dans le cadre d'une question au gouvernement, il affirme souhaiter qu'une éventuelle interdiction de l'exploitation des fonds marins s'applique y compris au sein des zones économiques exclusives détenues par la France.

### Économie et social
Dans le cadre d'un colloque organisé par le Sénat en septembre 2022, il déclare souhaiter un plan de construction de logements sociaux adaptés aux modes de vie ultramarins.
En janvier 2023, dans le cadre d'une question au gouvernement, Moetai Brotherson fait part de son inquiétude et de sa désapprobation au sujet du projet de réforme des retraites porté par le gouvernement Élisabeth Borne, estimant que cette réforme affecterait tout particulièrement les ultramarins, en raison d'une supposée plus faible espérance de vie en outre-mer qu'en France métropolitaine.
Il souhaite rendre la Polynésie, qui importe plus de 80 % de ce qu’elle consomme, plus autosuffisante, notamment en misant sur l’hydrogène pour limiter l’importation d’énergies fossiles. Il souhaite augmenter les impôts sur les salaires supérieurs à 5 000 euros pour limiter les inégalités sociales.

### Santé
Dans un contexte de mise sous tension des hôpitaux de Polynésie française liée à l'arrivée de la Covid-19 dans l'archipel, Moetai Brotherson demande, en application de l'accord FRANZ, la mise en place d'une aide logistique de la Nouvelle-Zélande et de l'Australie pour le territoire ultramarin.
En 2021, Brotherson critique la mise en place du « pass sanitaire » et du « pass vaccinal » en France, estimant que les applications mobiles utilisées pour son utilisation auraient un pouvoir de surveillance et de localisation des personnes trop important.
En mars 2023, dans le cadre d'une question au gouvernement, Brotherson demande une reconnaissance des savoirs médicaux polynésiens traditionnels par l'Agence nationale de sécurité du médicament et des produits de santé, et demande la fin de l'interdiction de l'usage de certaines plantes polynésiennes à des fins médicales.

### Sujets de société
Moetai Brotherson est favorable à la légalisation du cannabis.
En janvier 2018, il dépose une proposition de loi à l'Assemblée nationale visant à rendre inéligible à vie tout élu condamné pour corruption. Cette proposition est rejetée par l'Assemblée.

## Composition actuelle
Le président de la Polynésie française, Moetai Brotherson, a nommé son gouvernement le 15 mai 2023. 

### Président de la Polynésie française
| Image | Fonction                            |  | Nom               | Parti  |
| ----- | ----------------------------------- |  | ----------------- | ------ |
|       | Président de la Polynésie française |  | Moetai Brotherson | Tavini |

### Vice-présidente de la Polynésie française
| Image | Fonction                                  |  | Nom                                   | Parti  |
| ----- | ----------------------------------------- |  | ------------------------------------- | ------ |
|       | Vice-présidente de la Polynésie française |  | Eliane Tevahitua(jusqu'au 28/05/2024) | Tavini |

### Ministres (Tavini)
| Image | Fonction |  | Nom                        | Parti  |
| ----- | --- |  | -------------------------- | ------ |
|       | Ministre chargé du tourisme, des transports aériens internationaux, de l'égalité des territoires, des affaires internationales, du développement des archipels, de l'économie numérique et des conséquences des essais nucléaires |  | Moetai Brotherson          | Tavini |
|       | Ministre de la Culture, de l'Enseignement supérieur, du foncier, de l'artisanat, chargé des relations avec les institutions |  | Mme Eliane Tevahitua       | Tavini |
|       | Ministre de la fonction publique, de l'emploi, du travail, de la modernisation de l'administration et de la formation professionnelle                                                                                             |  | Mme Vannina Crolas         | Tavini |
|       | Ministre des solidarités, du logement, chargée des familles et des personnes non autonomes |  | Mme Minarii Galenon-Taupua | Tavini |
|       | Ministre de l'Economie, du budget, des finances, chargé des énergies |  | M. Tevaitiarii Pomare      | AHIP   |
|       | Ministre du secteur primaire, chargé de la recherche et de l'alimentation |  | M. Taivini Teai            | Tavini |
|       | Ministre de l'Éducation |  | M. Rony Teriipaia          | Tavini |
|       | Ministre de la santé, chargé de la prévention et de la protection sociale généralisée |  | M. Cédric Mercadal         |        |
|       | Ministre des Sports, de la Jeunesse et de la Prévention de la délinquance |  | Mme Nahema Temarii         | Tavini |
|       | Ministre des Grands travaux, chargé des transports terrestres et maritimes |  | M. Jordy Chan              | Tavini |

## Déléguée interministérielle au handicap et aux personnes en perte d'autonomie
De plus, le président Brotherson a voulu ajouter un poste supplémentaire directement sous sa responsabilité.
| Image | Fonction                                                                      |  | Nom                       | Parti |
| ----- | ----------------------------------------------------------------------------- |  | ------------------------- | ----- |
|       | Déléguée interministérielle au handicap et aux personnes en perte d'autonomie |  | Mme Nathalie Salmon-Hudry |       |

## Cabinet Présidentiel (Tavini)

### Liste des Secrétaires généraux du Gouvernement de la Polynésie française et Secrétaire général adjoint du Gouvernement de la Polynésie française
| Image | Fonction                     | Nom | Nomination | Président         |
| ----- | ---------------------------- | --- | ---------- | ----------------- |
|       | Secrétaire général           |     |            | Moetai Brotherson |
|       | Secrétaire générale adjointe |     |            | Moetai Brotherson |

### Liste des directeurs du cabinet du président de la Polynésie française (Tavini)
| Image | Fonction              | Nom               | Nomination                     | Président de la Polynésie |
| ----- | --------------------- | ----------------- | ------------------------------ | ------------------------- |
|       | Directrice du Cabinet | Moe Le Caill      | 12 mai 2023 - 19 décembre 2023 | Moetai Brotherson         |
|       | Directeur du Cabinet  | Te Haurii TAIMANA | 19 décembre 2023               | Moetai Brotherson         |

### Conseillers du Président
| Image | Fonction             | Nom | Président         |
| ----- | -------------------- | --- | ----------------- |
|       | Conseiller spécial   |     | Moetai Brotherson |
|       | Conseiller technique |     | Moetai Brotherson |

### Liste des Chefs du Service de la Communication de la Présidence de la Polynésie française
| Image | Fonction                             | Nom                       | Nomination                     | Président de la Polynésie |
| ----- | ------------------------------------ | ------------------------- | ------------------------------ | ------------------------- |
|       | Chef de la communication par Intérim | André Tahimanarii         | 1er juin 2023-30 novembre 2023 | Moetai Brotherson         |
|       | Chef de la communication par Intérim | Mme Jeanne Peckett-Pouira | 1er décembre 2023              | Moetai Brotherson         |

### Liste des Chefs du Service d'accueil et de sécurité de la Présidence de la Polynésie française
Chef du service d'accueil et de sécurité de la Présidence de la Polynésie française et son adjoint
| Période | Chef      | Période | Chef adjoint | Président         |
| ------- | --------- | ------- | ------------ | ----------------- |
| 2020    | Lucien Li | 2023    | Angelo Paie  | Moetai Brotherson |

### Liste des Chefs de service de la délégation aux affaires internationales, européennes et du Pacifique
| Date        | Nom                        | Fonction                                                                    | Président de la Polynésie |
| ----------- | -------------------------- | --------------------------------------------------------------------------- | ------------------------- |
| 31 mai 2023 | Mme Mareva Lechat-Kitalong | Chef de service de la délégation aux affaires internationales par (Intérim) | Moetai Brotherson         |

### Liste des Chefs de service de la délégation pour la prévention de la délinquance de la jeunesse (DPDJ)
| Date     | Nom | Fonction                                                                                    | Président de la Polynésie |
| -------- | --- | ------------------------------------------------------------------------------------------- | ------------------------- |
| mai 2023 |     | chef de service de la délégation pour la prévention de la délinquance de la jeunesse (DPDJ) | Moetai Brotherson         |